# 울산시 남구 을
울산시 남구 을은 대한민국의 옛 국회의원 선거구이다. 당시 경상남도 울산시 남구의 일부 지역을 관할했다.

## 역사
대한민국 제15대 국회의원 선거를 앞두고 울산시 남구 선거구가 갑, 을로 분구되면서 신설되었다.
1997년 7월 15일을 기해 경상남도 울산시가 울산광역시로 승격되었다. 또한 제16대 국회의원 선거를 앞두고 울산시 남구의 두 선거구가 통합됨에 따라 남구 선거구를 형성하게 되면서 폐지되었다.

## 역대 국회의원
| 선거   | 정당 | 정당       | 의원   |
| ------ | ---- | ---------- | ------ |
| 1996년 |      | 통합민주당 | 이규정 |

## 역대 선거 결과

### 대한민국 제15대 국회의원 선거
|  | 47.82% |

|  | 42.79% |

|  | 9.38% |